# Зволенський повіт
Зволенський повіт (пол. powiat zwoleński) — один з 37 земських повітів Мазовецького воєводства Польщі.
Утворений 1 січня 1999 року в результаті адміністративної реформи.

## Загальні дані
Повіт знаходиться у південно-східній частині воєводства.
Адміністративний центр — місто Зволень.
Станом на 1.01.2008 населення становить 37 015 осіб, площа 573,3 км².

## Демографія
Демографічні дані повіту станом на 30.06.2005:
|       | Всього | Всього | Жінки  | Жінки | Чоловіки | Чоловіки |
| ----- | ------ | ------ | ------ | ----- | -------- | -------- |
|       | осіб   | %      | осіб   | %     | осіб     | %        |
| Повіт | 37 232 | 100    | 18 723 | 50,3  | 18 509   | 49,7     |
| Міста | 8164   | 100    | 4251   | 52,1  | 3913     | 47,9     |
| Села  | 29 068 | 100    | 14 472 | 49,8  | 14 596   | 50,2     |